# Rainerkopf
Der Rainerkopf ist ein Berggipfel auf der Grenze zwischen den Gemeindegebieten von Schliersee und Rottach-Egern.
Zusammen mit Wasserspitz, Rinnerspitz und Bodenschneid bildet er einen Grat, der die Wasserscheide zwischen Schliersee und Tegernsee darstellt.
Der Zustieg zum Gipfel erfolgt am einfachsten über einen einfachen Steig von der Raineralm aus.